# Булутан
Булутан (азерб. Bulutan) або Плетанц  — село у Ходжавендському районі Азербайджану. Село Цахкаванк входить до сільської ради села Булутан. Розташоване за 21 км від Гадрута та за 94 км від Ханкенді.
У 2007 році був збудований новий акушерський пункт.
В селі був зареєстрований випадок нападу вовка на людей.
14 жовтня 2020 року внаслідок поновлених зіткнень у Карабасі село було звільнене Національною армією Азербайджану.

## Етимологія
Булутан був названий вірменською мовою «Плетанц» після поселення вірмен-іранців, переселених з Ірану в 1828 році. Воно має теж значення, що і назва села Саратан Карбібасарського повіту Іреванського ханства у Вірменії. У тюркських мовах «тан» походить від слова «розорення». Ряд топонімів в Азербайджані містить слово «тан». Наприклад, Хирхатан — інша назва села Хирхатал Шекінського району (B. Budaqov, Q. Qeybullayev. Yuxarı Qarabağın toponimləri.2015).
Місцеве населення пояснює назва походить від слів «бол» (bol) — «багато», «рясно», «тан» (tan) — «тан (кисломолочний напій)».

## Історія

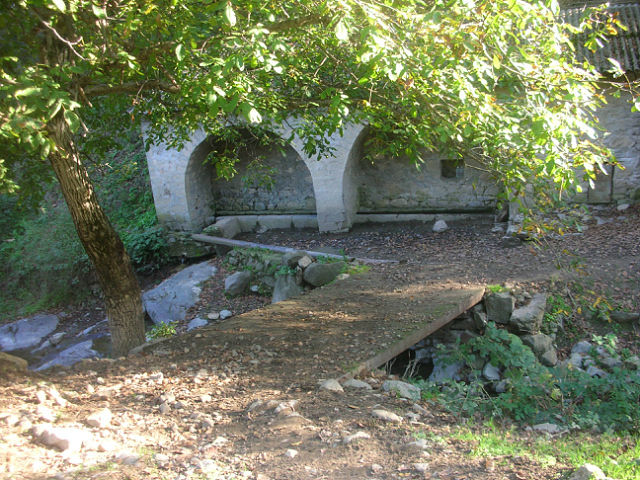
Ахпюр (джерело), побудований 1924 р., фото 2011 р.

Село розташоване біля підніжжя Карабаського хребта. За відомостями 1823 року село являло собою поселення, що складалося з однієї родини. Наприкінці XVIII-початку XIX ст. в село стали переселятися вірмени-іранці з сусіднього Карадазького ханства (Qaradağ xanlığı) Іранського Азербайджану, які говорили на діалекті вірменського з великою кількістю слів іранського і тюркського походження. На південь від Дізака (Гадрута) розташовувався Карадаг, між двома регіонами існували тісні зв'язки, в тому числі через взаємні міграції населення. Саме з цієї причини діалект Гадрута (Дізака) відноситься до тієї ж гілки діалектів, що і Карадага — гілки «з», на відміну від інших діалектів Карабаху, і ця картина склалася ще в пізнє середньовіччя.
Село має площу 919,44 га, з них 598,19 га сільськогосподарські, 270,49 га лісові угіддя. Село Цахкаванк (Хрманджук) входить до громади Булутан. На території громади є 3 джерела: «Шенін» і «Ісай» на території села Булутан, і джерело «Шенін» на території села Хрманджук.
До входження до складу Російської імперії село було у складі Карабаського ханства Дізакського магала. У 1880-х роках село Булутан разом з іншими селами Гадрутського району були частиною одного сільського товариства Джебраїльського повіту Єлизаветпольської губернії Російської імперії. На початку XX століття Булутан був населеним пунктом Еділлінского товариства Карягінского повіту
У роки Великої Вітчизняної війни учасниками з села були 45 осіб.

## Операція «Руда». Чума в Булутане
Про чуму в Гадруті і навколишніх селах писав Веніамін Каверін в «відкритій книзі». Правда, читали цей твір і дивилися фільм, поставлений по ньому, найімовірніше і не здогадувалися, що йдеться про реальні події, в яких головною дійовою особою був рідний брат письменника, лікар-епідеміолог, згодом дійсний член Академії наук СРСР Лев Олександрович Зільбер. Про гадрутську історію писала у своїх «щоденниках» Маріетта Шагінян (Вид. письменників у Ленінграді, 1932). Азербайджанський письменник Ельчин описав ці події в книзі «смертний вирок» (перекладені на російську мову).
Звичайно, зіграло свою роль і те, що все було засекречено ОГПУ терміном на 30 років. І вперше про те, що сталося, докладно розповів (з назвою населених пунктів, іменами і прізвищами людей) тільки в 1966 році в дуже популярному тоді журналі «Наука і життя» (№ 12, 1966) л.а. Зільбер в статті «операція „Руда“».
Радянський мікробіолог Лев Олександрович Зільбер керував придушенням спалаху чуми в Нагірному Карабасі взимку в 1930—1931 роках.
У книзі «Лев Олександрович Зільбер (1894—1966) життя в науці» цьому присвячена 5-а глава "Баку. Нагірний Карабах. Операція «Руда» « (1930—1931)».
Першим хворим був 16-ти річний школяр Замвел Адамян з села Булутан, який « повертався додому після сезонних робіт в одному з радгоспів Мильской степу. По дорозі він зумів зловити зайця, тут же на місці обробив його і прихопив з собою цей „новорічний подарунок“. Вдома зайця зварили і з'їли всією сім'єю.
Незабаром після повернення додому Замвел захворів і відразу після Нового року, 2 січня (1931), був відправлений верхи на коні в Гадрут, в лікарню. На жаль, його не прийняли і Замвел повернувся додому, де через чотири дні, 6 січня 1931 р., помер, встигнувши заразити своїх близьких».
12 і 13 січня там померли члени сім'ї Адамянів, в тому числі старший брат Замвела і його дружина, поміщені в гадрутську лікарню; померла хвора 12 січня визнана знахарка Булутана Зарі Авакян, яка намагалася лікувати сім'ю Адамянів.
Хвороба знахарки справила на жителів Булутана належне враження, і вони ухвалили, хоч і запізніле, але єдине правильне рішення — викликати в село лікаря. Головний лікар Гадрутської лікарні К. Н. Худяков прибула на виклик в Булутан 14 січня, коли знахарка Зарі Авакян була ще жива.
15 Січня Худяков за допомогою військового лікаря Семенова зробили розтин трупа Дадаша Адамяна. Лікарі виявили « наявність геморагічних вогнищ в легенях…», а головне-в мазках на внутрішніх органах вони помітили «підозрілі на чумну паличку освіти». Після цього Худяков пише про те, що трапилося в Дізакскій райвиконком і органи охорони здоров'я окружного міста Степанакерта (Ханкенді), так само він повідомляє про накладення строго карантину на Булутан, враховуючи, що там в декількох сім'ях сформувалися осередки первинної легеневої чуми.
Але ні Худяков, ні інші медики ще не знали в той день, що померлий в лікарні Дадаш Адамян виявиться джерелом виникнення ще одного вогнища чуми, і що самі вони вже заражені чумою і жити їм залишилося всього кілька днів. 16 січня надійшла звістка про смерть двох медсестер, які доглядають за хворими в Гадруті. Одна з них жила в селі Мелікджанлу, інша — в селі Ахуллу. Їхні контакти призвели до подальшого поширення хвороби і до 23 січня епідемією були охоплені вже 4 села.
18 січня в Гадрутській лікарні, виконуючи свій професійний обов'язок, загинули від чуми лікар К. Н. Худяков, фельдшер Аракел Балаян, доглядальниця Патванан Аракелова. Разом з ними померли від чуми і двоє жителів, які опинилися в лікарні з іншими захворюваннями. 19 січня та ж доля спіткає 30-річну жінку, яка відвідувала в лікарні свого чоловіка, яка померла через кілька днів у рідному селі Шагах. Село кроках виявилося 5-им і останнім населеним пунктом, в якому реєструвалася чума під час Гадрутського спалаху.
У числі мали первинним контакт з хворими, виявився військовий лікар з стояла неподалік від Гадрута військової частини на кордоні з Іраном — Лев Якович Марголін. Це він був покликаний до хворого лікаря Худякова. Молодий лікар, який працював всього три або чотири роки, зумів розпізнати, що К. Н. Худяков хворий чумою і, оскільки допомога з Степанакерта запізнювалася (напередодні прибуття в Гадрут Бакинських медиків там все-таки побували групи з Степанакерта, що складалася з чотирьох лікарів, але виявивши в Гудрутской лікарні п'ять гинуть від чуми людей, всі четверо бігли з чумного селища, навіть не надавши хоч який-небудь допомоги вмираючим), Марголін дав телеграму в Баку.
Ту саму телеграму в Баку, яка змусила народного комісара охорони здоров'я Азербайджану викликати серед ночі директора Інституту мікробіології Льва Олександровича Зільбера. Сам же Марголін теж захворів чумою і помер. Були хворі і серед населення Гадрута, не пов'язаний з лікарнею.
Вночі в Баку Льва Олександровича розбудив телефонний дзвінок наркома:
- «У нас нещастя, Лев Олександрович, в Гадруті — чума. Ось Телеграма. Телеграфує військовий лікар Марголін. Підозрілі захворювання в інших пунктах. Положення серйозне — народний комісар був схвильований і може бути тому Азербайджанський акцент був більш сильний, ніж зазвичай». О шостій годині ранку вирушив бактеріологічний загін.
Ось як це описує Лев Олександрович:
- «Гадрут не стоїть на залізниці, і нам довелося їхати на конях до найближчої до нього станції. Були зима, січень, але снігу не було і тільки навколишні гори були в снігових шапках. Перед в'їздом в Гадрут майорів чорний прапор. На вулицях селища нікого не було».
Лікарі з Баку розмістилися в будівлі школи Гадрута, де шкільні заняття були припинені. Негайно було встановлено зв'язок з місцевою владою і залишилися в живих персоналом лікарні.
- "В один з наступних днів пізно ввечері до мене на квартиру зайшов (особливо) уповноважений НКВС. Я жив в невеликій кімнатці недалеко від школи.
- «У мене до вас серйозна розмова, професоре (…) Справа в наступному. У нас отримані досить достовірні відомості, що тут орудують диверсанти, перекинуті з-за кордону. Вони розкривають чумні трупи, вирізають серце і печінку, і цими шматочками поширюють заразу. Ці відомості абсолютно точні, — сказав він ще раз, помітивши недовіру на моєму обличчі».
Чумний мікроб дуже легко розмножується на поживних середовищах, і через кілька днів можна отримати в лабораторії таку величезну кількість цих мікробів, що їх вистачило б для зараження сотень тисяч людей. Навіщо ж диверсантам вирізати органи з трупів?
Але ж люди, які це робили, майже напевно повинні були б заразитися.
Вночі на кладовищі Булутана було організовано розтин могил, огляд поховань, це робилося таємно, вночі, тому-що населення буде вважати це оскверненням могил і можуть початися хвилювання. Через годину після вони зустрілися біля будівлі школу з п'ятьма озброєними червоноармійцями (для охорони), з лопатами та іншим.
При розтині однієї з могил у чоловіка років сорока голова була відокремлена від тулуба і лежала з нахилом на бік, одяг розрізана, груди і живіт розкриті, не було серця і печінки. З десяти розкритих за ніч могил в трьох були знайдені трупи з відрізаними головами, без серця і печінки, у деяких в труні збоку і в ногах лежали напівзгнилі фрукти та інша їжа.
Пізніше з однієї з поїздок на коні в село Булутан Лев Олександрович зупинився на квартирі у місцевого вчителя. Стара людина стерпно говорив по-російськи, і за вечірнім чаєм він розповів про тутешнього життя, місцевих звичаях і повір'ях. І коли зайшлося про чуму:
- «А ви знаєте, яке повір'я існує в тутешніх краях про такі сім'ї?»- спитав учитель.
- «Якщо помирають члени однієї сім'ї один за іншим, це означає, що перший померлий живий і тягне всіх померлих до себе в могилу. Як дізнатися чи справді він живий? Привести на могилу коня і дати йому вівса. Якщо є стане, то в могилі живий. Вбити його треба. Мертвий в могилу тягнути не буде. Голову відрізати, серце взяти, печінку. Нарізати шматочками і дати з'їсти всім членам сім'ї».
Після цього на наступний день рано вранці з Булутана доктор Зільбер поскакав в Гадрут і розповів уповноваженому НКВС все, що дізнався від вчителя. Вони хотіли знайти місцевого знахаря, але місцева знахарка вже лежала в чумному Бараку, але вже було пізно. Знахарка агонізувала і ні на одне питання не можна було домогтися у неї відповіді.
Справа добігала кінця. Вже шість днів не було нових випадків. Лікарню хотіли спалити, але Лев Олександрович наполіг, щоб кам'яну будівлю тричі продезінфікували хлорпікрином, хоча нарком наказав негайно спалити лікарню, як і всі заражені чумою будови.
У цей час майже у всіх населених пунктах Нагірного Карабаху вже проводилися протиепідемічні заходи. Однак булутанська група не зуміла правильно зорієнтуватися в не такій вже складній в той момент епідемічній обстановці — в селі перебувала всього одна хвора. Було потрібно тільки своєчасно виявити і ізолювати всіх, що контактували з нею.
Спалах захворювання тривав 11-13 днів (з 28-30 грудня 1930. по 9 січня 1931 р.). Жертвами її стали 35 осіб, які померли в Булутане, Гадруте, Мелікджанлу, Шагало і Ахуллу, розташованих в 6-8 кілометрах один від одного. Інфекція поширювалася переважно через сімейні та близькоспоріднені зв'язки. Винятком склала Гадрутська лікарня, де визначальним фактором були професійні контакти.
Більше половини загиблих в ході епідемії були жителі села Булутан, шість сімей. Випадків одужання від легеневої чуми не відзначено.
Як з'ясувалося пізніше, вмирала на очах у доктора і уповноваженого знахарка не мала відношення до розтину трупів. Виконання середньовічного звичаю було доручено близькому другу родини Адамянів Ніколаю Бабаяну. Він розкрив трупи Замвела і його батьків, як стверджували Єфременко і співавтори, 12 або 13 січня. Сам же Ніколай Бабаян після помер 19 січня.
Версія Зільбера про місцеве походження чуми в Азербайджані отримала докази вже в грудні того ж 1931 р. в результаті розслідування причини смерті в селі Беюк-Бегманли (Карягинський район, прикордонний з Гадрутським) молодого червоноармійця, який заразився, коли перевозив на возі сіно зі стогону, розташованого поблизу припойменої тераси річки Аракс, заражене гризунами.
Було розпочато будівництво будівель лікарсько-спостережних пунктів в Лстарі (Астара), Белясуварі, Карадонлах, Хунаферіні і Джульфі, а також ремонт і пристосування вироблених для протичумних пунктів приміщень в Гадруті і Ленкорані. Дослідженнями наступних десятиліття був відкритий природний осередок чуми, що отримав назв Закавказького високогірного, на території якого і розташований Гадрут.
Жителі і нащадки трагічної сторінки історії Гадрута шанують імена жертв і героїв епідемії. В одному з епізодів 6 серії фільму «Відкрита книга (1977—1979)» (за романом Веніаміна Каверіна) знявся Григорій Авакян, син тієї самої знахарки Булутана, в епізоді про чуму в Карабасі.

## Пам'ятки історії та культури

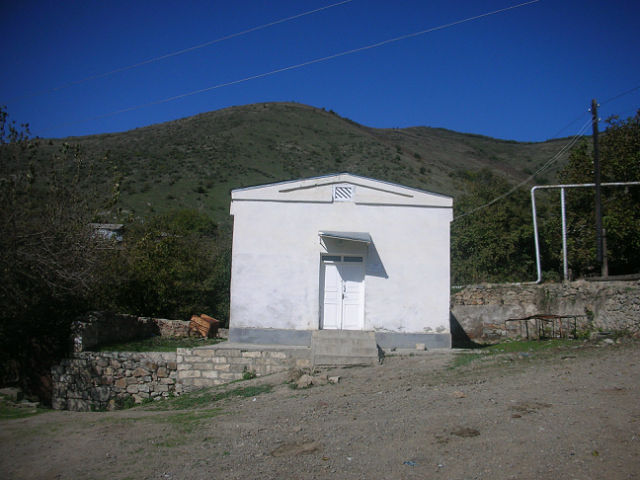
Сільський здоровпункт, 2011 р.

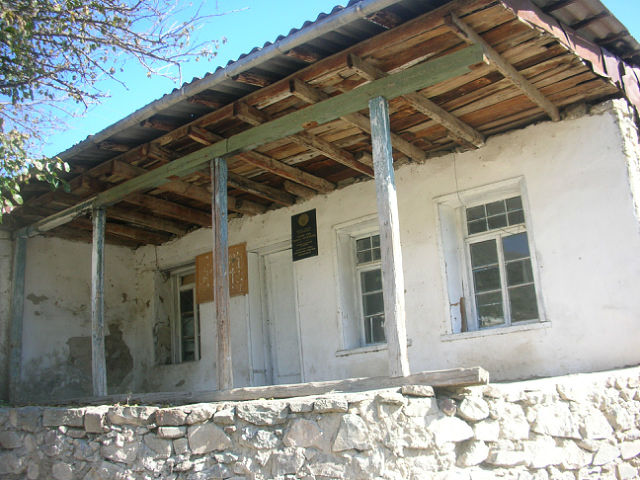
Сільрада, 2011 р.

У селі розташована церква Св. Степаноса (19 ст.), цвинтар (17-19 ст.), млин (19 ст.) та хачкар (18 ст.).
Єпископ Вірменської Апостольської Церкви Макар Бархударянц пише про село і церкву наступне: "Плетанс (Плетан) був оснований на західному схилі долини на однойменній горі (Аревасар). Жителі місцеві, є сад, повітря, клімат і вода нешкідливі. Церква Сурб Степанос, священик родом з Гадрута (Бархударянц 1895, 70).

## Церква Св. Степаноса

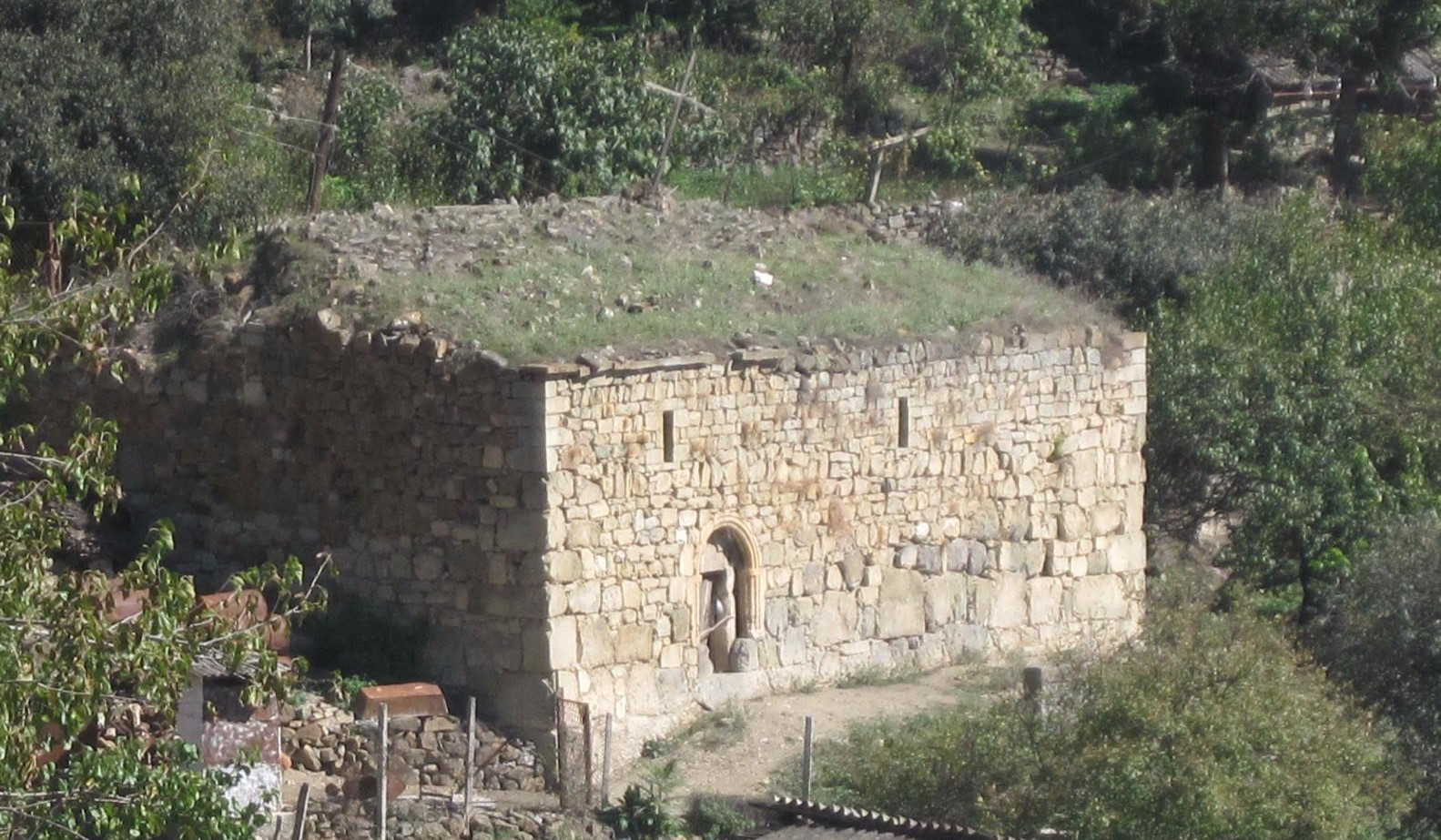
Церква Св. Степаноса, 2016 р.

Згідно напису на Церкві, вибитої на притворі, церква побудована в 1651 році, ніяких інших відомостей про будівництво церкви не відомо. Церква являє собою обнесену стіною будівлю з тринефним залом (розміри: 17,2×8,7 м.). Побудована з місцевого необробленого каменю. Кутові камені входу, вікон, колон, арок і склепінь стін «священні». У нижньому шарі стін використовувався вапняк великих розмірів. Стіни армовані вапняним розчином. Зал розділений на нефи за допомогою пари арок. У ніші біля входу в Північне сховище знаходиться купіль, увінчана стрілоподібної аркою. Інтер'єр будівлі завершується на сході напівкруглим вівтарем і прилеглими до нього прямокутними склепіннями. На стінах вівтаря і склепіннях є отвори різного розміру. Будівля зовні покрита двосхилим дахом.
Єдиний вхід відкривається з відхиляється від центру на захід ділянки Південного фасаду. Вхід має красиво оформлену арочну раму, на двері вигравірувана дата споруди. Освітлення забезпечували три невеликі вікна зі сходу, одне із Заходу та два з півдня. Вікно, відкрите із західного фасаду, зовні має поперечну раму. Північна стіна зовні відлита в похилий схил і засипана грунтом. На схід від входу з півдня від церкви знаходиться прямокутний надгробок 1854 р., а біля церкви збереглися два хачкари з простим хрестовим візерунком.
У радянські роки церква використовувалася в господарських цілях і виконувала функції складу.
У роки Першої Карабаської війни Плетанц сильно постраждав, але церква встояла.
В результаті Другої Карабахської війни в 2020 році будівля церкви не постраждала від військових дій. Це підтверджують супутникові знімки сервісу Google Earth, зроблені в 2021 році. Про нинішній стан збережених надгробних пам'ятників навколо церкви Відомостей немає

## Релігія

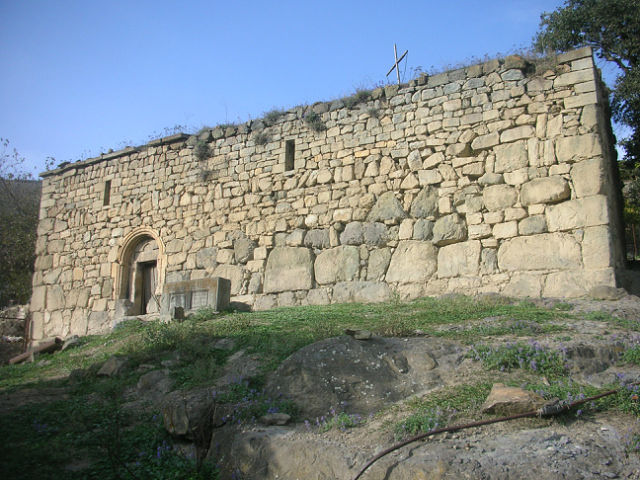
Церква Св. Степаноса, 2011 р.

Населення християнське, в селі є кам'яна Церква Св. Степаноса 1651 року, до 1970-х років був свій священик.
Попри те, що населення вважається християнським і вважає себе таким, у жителів села збереглося багато язичницьких вірувань і повір'їв, особливо пов'язаних з вогнем. Наприклад, аж до 1990-х років у селі проводився ритуал виклику дощу через каміння, яке кидали в місцеву річку. Біля церкви росте священне дерево, яке не зрубують.
Сліди мусульманських вірувань у населення, розповіді про джинів. Ще за часів СРСР жителями в селі практикувалося самобичування в день Ашура, вірменське населення святкувало свято Новруз Байрам разом з сусідніми азербайджанськими селами.

## Населення
Станом на 1 січня 1933 року в селі проживало 365 осіб (69 господарств), усі — вірмени.
Населення села на 2015 рік становило 28 осіб, 12 дворів, діяла сільська адміністрація та поліклініка.
За словами доктора Льва Олександровича Зільбера, населення тут було дуже відстале, релігійне, мусульманське (1931 рік).
Наїбом села Булутан у складі Дізакського магала був Мелік Аслан-бек Мелікеганян (1787—1832), після нього кедхудою став Габріель бей, син Меліка Авак бея (1781—1785 правління).